# Kudummul
Kudummul, esmentada també com Kotumble i Qotanbul, és una petita illa rocosa, a la mar Roja, a la costa de la Regió d'Asir a la frontera entre l'Aràbia Saudita i el Iemen, enfront d'Hamida (al-Midi), notable per la seva vegetació (estudiada pel botànic Ehrenberg) i per unes mines de ferro ja esmentades vers el 1200.